# Las Vegas Raiders 2021
La stagione 2021 dei Las Vegas Raiders è stata la 52ª della franchigia nella National Football League, la 62ª complessiva, la seconda a Las Vegas e la quarta (e ultima) sotto la direzione del capo-allenatore Jon Gruden dopo il suo ritorno con la squadra (l'ottava complessiva). L'11 ottobre 2021, Gruden ha rassegnato le sue dimissioni da head-coach a seguito della pubblicazione di alcune sue email nelle quali si esprimeva in termini omofobi, misogini e razzisti e scritta prima di assumere l'incarico con i Raiders. Ad assumere l'incarico ad interim di capo-allenatore è stato chiamato il coordinatore degli special team Rich Bisaccia.
Si è trattato della prima stagione ad essere disputata sulla lunghezza di 17 partite nella stagione regolare.
Prima dell'inizio della stagione regolare, il defensive end Carl Nassib ha dichiarato di essere omosessuale, diventando il primo giocatore NFL a farlo.
Durante la stagione, il wide-receiver Henry Ruggs è stato svincolato dai Raiders dopo la sua accusa per guida in stato di ebbrezza in conseguenza di un incidente stradale che ha provocato la morte di una ragazza di 23 anni.

## Scelte nel Draft 2021
| Scelte dei Raiders nel Draft 2021 |        |                  |       |               |
| Giro                              | Scelta | Giocatore        | Ruolo | College       |
| 1º                                | 17ª    | Alex Leatherwood | OT    | Alabama       |
| 2º                                | 43ª    | Trevon Moehrig   | S     | TCU           |
| 3º                                | 79ª    | Malcolm Koonce   | LB    | Buffalo       |
| 3º                                | 80ª    | Divine Deablo    | S     | Virginia Tech |
| 4º                                | 143ª   | Tyree Gillespie  | S     | Missouri      |
| 5º                                | 167ª   | Nate Hobbs       | CB    | Illinois      |
| 6º                                | 230ª   | Jimmy Morrissey  | C     | Pittsburgh    |

- I Raiders hanno compiuto due trade separate con i Miami Dolphins. Nella prima, i Raiders hanno ceduto la loro 4ª scelta ai Dolphins, in cambio del LB Raekwon McMillan e della 5ª scelta dei Dolphins. Nella seconda, i Dolphins hanno ceduto ai Raiders la 4ª scelta appena ricevuta nella trade precedente in cambio del WR Lynn Bowden e della 6ª scelta dei Raiders.
- I Raiders hanno ceduto la loro 5ª scelta ai Buffalo Bills in cambio del WR Zay Jones.
- I Raiders hanno ricevuto dai Seattle Seahawks la loro 5ª scelta mandando a Seattle la OF Gabe Jackson.
- I Raiders hanno perso la loro 6ª scelta come punizione per la violazione ripetuta dei protocolli COVID-19 durante la stagione 2020.
- I Raiders hanno ceduto la loro 7ª scelta e l'OT David Sharpe a Washington Football Team in cambio della 6ª scelta di Washington. Data la perdita della 6ª scelta da parte dei Raiders, i Dolphins saranno probabilmente i destinatari di questa scelta.

### Undrafted free agents
Il 7 maggio 2021 i Raiders annunciarono di aver contrattualizzato 10 undrafted free agent, ossia giocatori provenineti dal college football non scelti nel draft.
| Undrafted free agent acquisiti dai Raiders |       |                |
| Giocatore                                  | Ruolo | College        |
| Matt Bushman                               | TE    | BYU            |
| Shaun Crawford                             | CB    | Notre Dame     |
| Garrett Groshek                            | RB    | Wisconsin      |
| Devery Hamilton                            | OT    | Duke           |
| TJ Morrison                                | CB    | Stony Brook    |
| Trey Ragas                                 | RB    | Louisiana      |
| Max Richardson                             | LB    | Boston College |
| Darius Stills                              | DT    | West Virginia  |
| Dillon Stoner                              | WR    | Oklahoma State |
| D.J. Turner                                | WR    | Pittsburgh     |

## Staff

### Le dimissioni di Jon Gruden
Come nei tre anni precedenti, alla guida tecnica della squadra c'era Jon Gruden. Tuttavia, prima della 5ª partita di stagione regolare contro i Chicago Bears, sono state pubblicate alcune email inviate dallo stesso Gruden (mentre era commentatore sportivo per ESPN) prima del suo ritorno ai Raiders come capo-allenatore nelle quali si esprimeva con termini razzisti per descrivere il presidente del sindacato dei giocatori NFL DeMaurice Smith. Prima della partita con i Bears, i Raiders non hanno pubblicato alcuna dichiarazione. Le email di Gruden sono state rinvenute tra le carte delle indagini riguardo all'ambiente di lavoro nell'organizzazione del Washington Football Team. Successivamente, il New York Times ha pubblicato altre email di Gruden nelle quali si esprimeva in termini misogini e omofobici. Dopo la pubblicazione di queste ulteriori email, Jon Gruden si è dimesso l'11 ottobre. La squadra non ha voluto rilasciare alcuna dichiarazione di commento, se non la comunicazione che il ruolo di capo-allenatore ad interim sarebbe andato a Rich Bisaccia. Il general manager Mike Mayock, due giorni dopo le dimissioni di Gruden, ha dichiarato di "essere dispiaciuto per la famiglia Gruden", ma che ogni persona deve essere responsabile per le proprie azioni. Lo stesso giorno, il proprietario dei Raiders Mark Davis si è rifiutato di fare alcuna dichiarazione diretta a commentare l'accaduto, dichiarando soltanto: "Chiedete alla NFL. Hanno tutte le risposte". Si è pensato che questa dichiarazione di Davis fosse un riferimento alle pressioni della NFL di far licenziare Gruden e di "prendersi" i Raiders. Dopo la vittoria contro i Denver nella 6ª partita della stagione, Davis ha ulteriormente commentato che i Raiders sono contrari a commenti come quelli fatti da Gruden.
| Staff dei Las Vegas Raiders nel 2021 |
| --- |
| Organi dirigenziali - Proprietario: Mark Davis - Presidente: Marc Badain - Vicepres. esecutivo/Cons. generale: Dan Ventrelle - General Manager: Mike Mayock - Vicepres. Senior/Dir. amministrazione del football: Tom Delaney - Ass. Direttore personale dei giocatori: DuJuan Daniels - Ass. Direttore personale dei giocatori: Trey Scott - Dir. personale professionistico: Dwayne Joseph - Dir. osservatori dei college: Jim Abrams - Ass. Direttore osservatori dei college: Teddy Atlas - Cons. Senior proprietario e presidente: Marcel Reece - Cons. Senior general manager: Walter Juliff Capo allenatore - Rich Bisaccia (interim) Altri allenatori - Prep. atletico - A. J. Neibel - Assistente prep. atletico - D'Anthony Batiste - Assistente prep. atletico - Deuce Gruden - Assistente prep. atletico - Rick Slate - Nutrizionista - Ricky Ng Allenatori dell'attacco - Coord. offensivo – Greg Olson - Assistente senior – John Morton - Running Back; Controllo qualità attacco – Tim Berbenich - Wide Receiver – Edgar Bennett - Tight End – Austin King - Offensive Line – Tom Cable - Controllo qualità attacco - Cameron Clemmons - Controllo qualità attacco – Nick Holz Allenatori della difesa - Coord. difensivo – Gus Bradley - Defensive Line – Rod Marinelli - Ass. Defensive Line - Travis Smith - Linebacker – Richard Smith - Defensive Back – Ron Milus - Ass. Defensive Backs - – Addison Lynch - Controllo qualità difesa – Ryan Milus Allenatori dello special team - Assistente special team - Byron Storer |

## Roster
| Roster dei Las Vegas Raiders nel 2021 |
| --- |
| Quarterback - 4 Derek Carr - 8 Marcus Mariota Running Back - 34 Peyton Barber - 28 Josh Jacobs - 41 Sutton Smith FB Wide Receiver - 89 Bryan Edwards - 1 DeSean Jackson - 7 Zay Jones - 13 Hunter Renfrow Tight End - 86 Daniel Helm - 87 Foster Moreau - 83 Darren Waller Offensive Linemen - 78 Jackson Barton T - 72 Jermaine Eluemunor G - 68 Andre James C - 70 Alex Leatherwood T - 66 Nick Martin C - 74 Kolton Miller T - 75 Brandon Parker T - 60 Jordan Simmons G - 76 John Simpson G Defensive Linemen - 98 Maxx Crosby DE - 99 Clelin Ferrell DE - 90 Johnathan Hankins DT - 77 Quinton Jefferson DT - 51 Malcolm Koonce DE - 94 Carl Nassib DE - 91 Yannick Ngakoue DE - 96 Darius Philon DT - 92 Solomon Thomas DT - 95 Kendal Vickers DT Linebacker - 57 Will Compton LB - 5 Divine Deablo OLB - 57 Marquel Lee OLB - 42 Cory Littleton OLB - 48 Patrick Onwuasor MLB - 52 Denzel Perryman MLB - 34 K.J. Wright OLB Defensive Back - 24 Johnathan Abram SS - 35 Brandon Facyson CB - 29 Casey Hayward CB - 39 Nate Hobbs CB - 32 Dallin Leavitt FS - 25 Trevon Moehrig FS - 27 Trayvon Mullen CB - 22 Keisean Nixon CB - 21 Amik Robertson CB - 33 Roderic Teamer FS - 10 Desmond Trufant CB Special Team - 2 Daniel Carlson K - 6 A.J. Cole P - 47 Trent Sieg LS Lista delle riserve - 82 Nick Bowers TE (IR) - 85 Derek Carrier TE (IR) - 23 Kenyan Drake IR - 37 Tyree Gillespie SS (IR) - 71 Denzelle Good G (IR) - 64 Richie Incognito G (IR) - 45 Alec Ingold FB (IR) - 44 Nick Kwiatkoski MLB (IR) - 93 Gerald McCoy DT (Sospeso) - 50 Nicholas Morrow OLB (IR) - 30 Jalen Richard IR - 63 Kamaal Seymour T (NF-Inj.) Squadra di allenamento - 39 Jordan Brown S - 84 Matt Bushman TE - 67 Lester Cotton G - 43 Kavon Frazier SS - 65 Hroniss Grasu C - 56 Gerri Green DE - 54 P.J. Johnson DT - 17 Tyron Johnson WR - 3 Nathan Peterman QB - 79 Jeremiah Poutasi G - 36 Trey Ragas RB - 16 Dillon Stoner WR - 19 D.J. Turner WR - 53 Javin White OLB - 15 Javon Wims WR 52 attivi, 12 inattivi, 15 nella squadra di allenamento |
| Legenda - I rookie sono in corsivo. - Il primo ruolo è il principale mentre gli eventuali successivi indicano i ruoli secondari. - (IR) sta per Injured Reserve ed indica la lista ristretta per un solo giocatore infortunato che può tornare ad allenarsi dopo la settimana 6 e a rientrare in prima squadra dopo che questa ha giocato 8 partite. - (NF-Inj.) / (NF-Ill.) stanno rispettivamente per Non-Football Injured e Non-Football Illness ed indicano le liste dove viene inserito un giocatore che ha un infortunio o una malattia non dipendente dal football americano. - (PUP) sta per Physically Unable to Perform ed indica la lista dove viene inserito un giocatore mentre è in attesa di recuperare la condizione fisica. Nella stagione regolare dopo la sesta partita giocata dalla propria squadra, il giocatore ha tempo tre settimane per riprendere ad allenarsi, più tre settimane aggiuntive dal suo rientro agli allenamenti per rientrare in prima squadra. |

## Calendario e risultati

### Pre-stagione
| Pre-stagione |                |                       |           |        |                   |         |
| Turno        | Data           | Avversario            | Risultato | Record | Stadio            | Sintesi |
| 1            | 14 agosto 2021 | Seattle Seahawks      | V 20-7    | 1-0    | Allegiant Stadium | Recap   |
| 2            | 21 agosto 2021 | @ Los Angeles Rams    | V 17-18   | 2-0    | SoFi Stadium      | Recap   |
| 3            | 29 agosto 2021 | @ San Francisco 49ers | S 10-34   | 2-1    | Levi's Stadium    | Recap   |

### Stagione regolare
Il 12 maggio 2021 è stato annunciato il calendario della stagione 2021.
| Stagione regolare |                    |                          |                    |                    |                            |                    |
| Turno             | Data               | Avversario               | Risultato          | Record             | Stadio                     | Sintesi            |
| 1                 | 13 settembre       | Baltimore Ravens         | V 33-27 (DTS)      | 1-0                | Allegiant Stadium          | Sintesi            |
| 2                 | 19 settembre       | @ Pittsburgh Steelers    | V 26-17            | 2-0                | Heinz Field                | Sintesi            |
| 3                 | 26 settembre       | Miami Dolphins           | V 31-28 (DTS)      | 3-0                | Allegiant Stadium          | Sintesi            |
| 4                 | 4 ottobre          | @ Los Angeles Chargers   | S 14-28            | 3-1                | SoFi Stadium               | Sintesi            |
| 5                 | 10 ottobre         | Chicago Bears            | S 9-20             | 3-2                | Allegiant Stadium          | Sintesi            |
| 6                 | 17 ottobre         | @ Denver Broncos         | V 34-24            | 4-2                | Empower Field at Mile High | Sintesi            |
| 7                 | 24 ottobre         | Philadelphia Eagles      | V 33-22            | 5-2                | Allegiant Stadium          | Sintesi            |
| 8                 | Settimana di pausa | Settimana di pausa       | Settimana di pausa | Settimana di pausa | Settimana di pausa         | Settimana di pausa |
| 9                 | 7 novembre         | @ New York Giants        | S 16-23            | 5-3                | MetLife Stadium            | Sintesi            |
| 10                | 14 novembre        | Kansas City Chiefs       | S 14-41            | 5-4                | Allegiant Stadium          | Sintesi            |
| 11                | 21 novembre        | Cincinnati Bengals       | S 13-32            | 5-5                | Allegiant Stadium          | Sintesi            |
| 12                | 25 novembre        | @ Dallas Cowboys         | V 36-33 (DTS)      | 6-5                | AT&T Stadium               | Sintesi            |
| 13                | 5 dicembre         | Washington Football Team | S 15-17            | 6-6                | Allegiant Stadium          | Sintesi            |
| 14                | 12 dicembre        | @ Kansas City Chiefs     | S 9-48             | 6-7                | Arrowhead Stadium          | Sintesi            |
| 15                | 20 dicembre        | @ Cleveland Browns       | V 16-14            | 7-7                | FirstEnergy Stadium        | Sintesi            |
| 16                | 26 dicembre        | Denver Broncos           | V 17-13            | 8-7                | Allegiant Stadium          | Sintesi            |
| 17                | 2 gennaio          | @ Indianapolis Colts     | V 23-20            | 9-7                | Lucas Oil Stadium          | Sintesi            |
| 18                | 9 gennaio          | Los Angeles Chargers     | V 35-32 (DTS)      | 10-7               | Allegiant Stadium          | Sintesi            |

Note:
- Gli avversari della propria division sono in grassetto.
- Il simbolo "@" indica una partita giocata in trasferta.

### Playoff
Al termine della stagione regolare, con un record di 10 vittorie e 7 sconfitte, i Raiders si sono classificati secondi nella propria division e sono acceduti ai playoff con il seed 5.
| Playoff   |                 |                          |           |        |                    |         |
| Turno     | Data            | Avversario (seed)        | Risultato | Record | Stadio             | Sintesi |
| Wild Card | 15 gennaio 2022 | @ Cincinnati Bengals (4) | S 19–26   | 0–1    | Paul Brown Stadium | Recap   |

## Premi

### Pro Bowl
I Raiders ebbero inizialmente tre giocatori selezionati per il Pro Bowl:
- LB Denzel Perryman (prima convocazione)
- DE Maxx Crosby (prima convocazione)
- P A.J. Cole (prima convocazione)

In seguito fu selezionato anche: 
- WR Hunter Renfrow (prima convocazione, in sostituzione dell'infortunato Keenan Allen)[14]

### All-Pro
L'Associated Press inserì tre giocatori dei Raiders nelle sue formazioni ideali stagionali All-Pro per il 2021:
- P A.J. Cole (First-team)
- DE Maxx Crosby (Second-team)
- K Daniel Carlson (Second-team)

### Premi settimanali e mensili
- Maxx Crosby

difensore della AFC della settimana 1
difensore della AFC della settimana 18
- ̈Daniel Carlson

giocatore degli special team della AFC della settimana 2
giocatore degli special team della AFC della settimana 12
giocatore degli special team della AFC della settimana 17
giocatore degli special team della AFC della settimana 18
- Derek Carr

giocatore offensivo della AFC del mese di settembre
- Yannick Ngakoue

difensore della AFC della settimana 7